# Alkoven
Alkoven és una localitat del districte d' Eferding, a l'estat d'Alta Àustria, Àustria, amb una població estimada a principis de l'any 2018 de 5961 habitants.
Està ubicada a la zona centre-nord de l'estat, a poca distància de Linz —la capital de l'estat— i del riu Danubi.

## Història
El Castell de Hartheim d'estil renaixentista es troba a Alkoven. Va esdevenir notori com un dels centres d'assassinats del nazisme, ja que hi va tenir lloc el programa d'assassinat Acció T4.